# Треугольная пещера
Треуго́льная пещера — пещера в Зеленчукском районе Карачаево-Черкесской Республики, археологический памятник. Одна из древнейших пещерных стоянок на Кавказе и в Восточной Европе. Возраст культурных отложений оценивается от 600 до 250 тысяч лет назад. Треугольная пещера включена в сборник «Сто Великих археологических открытий» (1996 г.).

## Местоположение
Треугольная пещера расположена на плато Баранаха в 10 км к северо-востоку от станицы Преградной и в 5 км к северо-западу от аула Кобу-Баши. Горный массив Баранаха представляет собой сегмент Скалистого хребта между долинами р. Уруп и ее правого притока р. Кува. Треугольная пещера находится в верховьях Гамовской (другое название — Громовской) балки, в основании обрыва, на высоте 40 м над дном балки. Абсолютная высота пещеры над уровнем моря — 1501 м.В верховьях этой балки есть еще несколько пещер, которые ежегодно посещают туристы и спелеологи.
Треугольная пещера представляет собой карстовую полость галерейного типа, современная длина пещеры — 12 м при ширине 2,5 — 3 м и высоте потолка до 5 м на входе. Площадь пещеры в современном состоянии не превышает 30 м². Вход обращен на юго-запад, что способствует хорошей освещенности пещеры. Перед пещерой имеется небольшая привходовая площадка.

## История изучения
Треугольная пещера была открыта Северо- Кавказской палеолитической экспедицией в 1986 году. Активные исследовательские работы велись на памятнике под руководством петербургского археолога Владимира Борисовича Дороничева на протяжении ряда лет с 1986 года вплоть до 2000 года. Стратиграфия включает 11 среднеплейстоценовых слоев, которые содержат каменные артефакты, разделяемые В. Б. Дороничевым на 4 культурно-хронологических комплекса. Под руководством В. Б. Дороничева на стоянке в Треугольной пещере были проведены междисциплинарные исследования, которые включали геоморфологические исследования рельефа и строения пещерных осадков (С. А. Несмеянов), палеомагнитный анализ (Г. А. Поспелова), изучение фаунистических остатков (Г. Ф. Барышников, Н. В. Гарутт и др.), изучение раковин наземных моллюсков (И. М. Лихарев), палинологические исследования и изучение палеоклимата (Г. М. Левковская), абсолютное датирование разными методами и определение возраста стоянок древнего человека.
Результаты междисциплинарных исследований Треугольной пещеры опубликованы в научных статьях и коллективном монографии: «Треугольная пещера. Ранний палеолит Кавказа и Восточной Европы>».

## Результаты исследований
Археологи выделяют в Треугольной пещере 14 плейстоценовых слоев, в которых орудия труда древнего человека залегают совместно с фаунистическими остатками. Древние люди неоднократно заселяли эту пещеру в период от 600 до 250 тысяч лет назад. Уникальное сочетание различных природных факторов позволило сохранить отложения, возраст которых оценивается в более чем 600 тысяч лет. Треугольная пещера предоставила редкую возможность изучения фаунистического комплекса на стоянках гоминид возрастом более 300 тысяч лет назад. Среди фаунистического комплекса исследователи отмечают преобладание костей благородного оленя, бизона (Bison schoetensacki), азиатского муфлона, отмечены кости этрусского носорога и других животных.
В Треугольной пещере исследователями было выделено четыре культурно-хронологических комплекса. За длительный период климат и растительность в районе стоянки многократно менялись.
Как предполагают исследователи, в период древнейшего заселения человеком Треугольная пещера располагалась на границе субальпийского пояса и использовалась человеком как место временного убежища. Этот период соответствует мучкапскому (беловежскому) межледниковью в Восточной Европе. На большей части Северного Кавказа в этот период (около 600—540 тысяч лет назад) преобладал сухой и теплый климат. В среднегорной зоне, где расположена Треугольная пещера, доминировала лугово-степная растительность. Древесная растительность в этот период сильно отличалась от современной: в районе стоянки произрастал грецкий орех (сейчас наиболее распространены березы), хмелеграб, можжевельник, дзельква, фисташковое дерево, лапина, самшит, каштан. Своеобразие животного мира этой межледниковой эпохи позволило Г. Ф. Барышникову выделить по материалам Треугольной пещеры новый, урупский, комплекс фауны млекопитающих Северного Кавказа. Этот комплекс включает пещерного медведя Денингера, мосбахского волка, пятнистую гиену, льва, мелкую лошадь, носорога, бизона Шетензака и других животных.
Окончание этого межледниковья около 540 тысяч лет назад ознаменовалось сильным похолоданием.
Следующий период заселения пещеры человеком датируется периодом около 400—420 тысяч лет назад. Это был период теплого, влажного климата. В районе пещеры произрастали каштан, лапина, вейгелия, гуттаперчевое дерево, тсуга и другие виды. Среди орудий древнего человека в этот период наиболее многочисленны изделия из алевролита. Среди орудий были выделены чопперы, протобифасы, комбинированные орудия и другие формы.
В период около 370 тысяч лет назад в районе Треугольной пещеры зафиксирован умеренно влажный и прохладный климат. На протяжении этого периода пещера была расположена в условиях открытых лугов или горных степей. В это время пещера многократно заселялась древними людьми. Среди орудийного набора особенно примечательны чопперы.
На последнем этапе заселения пещеры в орудийном наборе преобладали разные формы скребел и скребки.
Изучение Треугольной пещеры позволило закрыть многие белые пятна в изучении древнейшего заселения как Кавказа, так и Восточной Европы. Результаты междисциплинарных исследований Треугольной пещеры позволили получить новые данные по доистории, фаунистическим комплексам, палеоклимату и растительности в период от 600 до 250 тысяч лет.